# Ernst Torgler
Ernst Torgler, född 25 april 1893 i Berlin-Kreuzberg, död 19 januari 1963 i Hannover, var en tysk politiker (KPD) och en av de åtalade vid riksdagshusbrandsrättegången. 
Torgler var till en början medlem av SPD men gick över till Tysklands oberoende socialdemokratiska parti för att år 1920 ansluta sig till Tysklands kommunistiska parti (KPD). I valet i december 1924 blev han invald i den tyska riksdagen för partiet; 1929 blev han ordförande i KPD:s riksdagsgrupp. 
Den 28 februari 1933 greps Torgler efter att ha överlämnat sig själv till polisen, misstänkt för delaktighet i riksdagshusbranden. Tillsammans med Marinus van der Lubbe, Georgi Dimitrov, Blagoj Popov och Vasilij Tanev ställdes Torgler inför rätta den 21 september 1933. Torgler frikändes den 23 december, då han hade ett giltigt alibi. KPD uteslöt senare Torgler, då han mot ledningens vilja överlämnat sig till polisen.
Efter frisläppandet stannade Torgler kvar i Tyskland och arbetade bland annat för Electrolux, samtidigt som han värvades av Gestapo. I juni 1940 började han arbeta för Nazitysklands propagandaministerium. 1944 misstänktes han för delaktighet i 20 juli-attentatet, men arresterades inte. Efter andra världskriget ville Torgler ånyo bli medlem i KPD, men hans ansökan avslogs och han anslöt sig istället till SPD.